# Athena (azienda)
Athena S.p.A. è una società italiana di produzione e distribuzione di componenti e ricambi per motociclette, automobili e applicazioni industriali con sede ad Alonte.

## Storia
Athena nasce nel 1973 quando il fondatore e attuale presidente, Giovanni Mancassola, inizia a produrre guarnizioni per motori, stabilendo la propria attività a Bagnolo (frazione di Lonigo). Athena ha poi ampliato la propria offerta inserendo articoli tecnici in metallo, gomma e tecnopolimeri, isolanti termici e acustici, valvole e tappi di sfiato, piastre e connettori vetro-metallo.
Alla fine degli anni '80 l'azienda decide di ampliare la propria attività acquisendo IGEA, azienda italiana di ricambi motociclistici. Athena è entrata nel settore aftermarket per moto concentrandosi su kit guarnizioni, kit cilindri, pistoni e altri ricambi tecnici per ripristinare i motori e migliorarne le prestazioni.
Nel 1998 Athena sigla la prima acquisizione estera dell'azienda Vedamotors in Brasile. Da qui inizia un percorso di internazionalizzazione che negli anni si estende in USA, Spagna, India e Cina.

## Produzione e Stabilimenti
Athena è un gruppo internazionale con circa 1.000 dipendenti e 160 milioni di euro di fatturato (dati 2022).
Athena crea componenti per motori, principalmente, articoli per il riscaldamento e il raffreddamento (HVAC), l'idraulica, le macchine agricole e gli elettrodomestici. Include inoltre  nuovi sviluppi per il settore ferroviarioe per quello delle energie rinnovabili.
Le aziende del gruppo sono:
- Vedamotors – Lontras (SC) – Brasile
- Athena USA. Inc – Bradenton (FL) – Stati Uniti
- Athena-Sce. Inc – Mount Pleasant (TN) – Stati Uniti
- Athena Motor Iberica – Barcellona – Spagna
- Athena Hitech Components Pvt. Ltd – Bangalore – India
- Athena Automotive And Industrial Parts Co. Ltd – Hangzhou – Repubblica Popolare Cinese[6][7][8]

Athena è il fornitore ufficiale di numerosi marchi del settore motociclistico, come Ducati, Fantic, KTM, Piaggio e Triumph. L'azienda ha sviluppato centraline elettroniche, guarnizioni e cilindri per questi produttori di motociclette, consentendo loro di migliorare le prestazioni e l'affidabilità dei loro veicoli. Athena collabora anche con il gruppo Stellantis e BMW nel settore automobilistico.
Nel settore del riscaldamento, Athena collabora con aziende come Immergas, Ariston, Condevo, Polidoro, Riello e Alfa Laval, fornendo componenti resistenti alle alte temperature. Tra questi, la guarnizione SDC 380 ed i pannelli isolanti Insulat HT Bio.
L'azienda opera nel campo delle energie rinnovabili attraverso la partnership con istituzioni accademiche come UniMore ed enti di ricerca come INSTM.

## Sponsorizzazioni
Athena sponsorizza dal 2014 il Campionato Mondiale di Motocross (MXGP), collaborando con Infront e supportando diversi team del circuito off-road internazionale.
Tra le partnership più importanti dalla sua fondazione, si ricordano quella con l'otto volte campione del mondo Antonio Cairoli e il team di Claudio De Carli, oltre alla partnership con l'Honda HRC Team e lo Yamaha Factory Racing Team.